# Sorgvliet
Sorgvliet was een koffieplantage aan de Commewijnerivier, rechts bij het opvaren, in het district Commewijne in Suriname. Stroomopwaarts ligt de plantage naast Alkmaar, stroomafwaarts naast Visserszorg. 

## Oprichting
Plantage Sorgvliet is in 1745 aangelegd door Jacobus Staes van Halewijn van Werven en is dan 500 akkers. In 1742 wordt hij aangesteld als Raad-fiscaal onder gouverneur Jan Jacob Mauricius. Jacobus is familie van Simon van Halewijn die al eerder in Suriname aankwam en eigenaar is van de plantages Beaumont, Het Yland, Puttenzorg en Mopentibo. Jacobus overlijdt in 1746.

## Achtereenvolgende eigenaren
Jacobus' echtgenote, Maria Emilia de la Rivière, hertrouwt met Johannes Phaff, predikant van de pas opgerichte Lutherse gemeente. Deze was, uit een vorig huwelijk, al eigenaar van de plantages Domburg, la Ressource en Liège aan de Surinamerivier en Houttuin aan de Para. Vanwege zijn functie wordt de plantage ook wel Domini genoemd. Naast Rust en Werk, de plantage van gouverneur Wigbold Crommelin (Granmangron) is Sorgvliet de enige plantage in Suriname die in de volksmond naar een officiële functie genoemd is. Na hun huwelijk vertrekken zijn naar Nederland, waar Phaff in 1762 overlijdt.
Maria Emilia hertrouwt daar met kolonel Anthony van Pabst. Zij is nooit meer naar Suriname teruggekeerd. De plantage wordt in 1770 uitgebreid met nog eens 500 akkers. In de periode 1793 tot 1859 is de plantage in het bezit van de erven van Maria Emilia. De plantage is dan 1000 akkers. In die periode werken er ongeveer 100 slaven. 
Bij de emancipatie in 1863 zijn de eigenaren de weduwe A. Pringle geboren Frederique de Paravicini cs. Er wordt dan een tegemoetkoming voor 77 slaven betaald.
In de periode 1882 tot 1904 is de plantage in het bezit van Jacob A. Salomons en zijn erfgenamen. Er werken tussen de 120 en 150 arbeiders, waaronder ongeveer 80 Hindoestaanse en Javaanse contractarbeiders. In 1891 is de plantage 429 hectare; hiervan is 128 hectare in cultuur. Er wordt dan cacao en banaan geteeld. In de daaropvolgende jaren wordt het cultuurareaal uitgebreid tot 153 hectare. Er wordt dan ook weer koffie geteeld.

## Cultuurmaatschappij
In 1906 wordt de Naamlooze Vennootschap Plantage Sorgvliet opgericht. In 1925 wordt de plantage deels samengevoegd met Visserzorg en wordt er naast cacao, koffie en banaan ook rijst en citrus verbouwd. Het emplacement van de Plantage Sorgvliet is het bedrijfscentrum van de Cultuur Maatschappij Sorgvliet nv. Daar bevindt zich de koffiefabriek, een koffie-opslagloods, de directeurswoning, de droogvloer, een grote kampong met een winkel en een hospitaal. De koffie van Sorgvliet, Visserszorg, Leliendaal en Ellen wordt er verwerkt. Deze plantages behoren tot dezelfde maatschappij. De koffiefabriek is dan de grootste in Suriname.
Vanaf 1950 wordt samengewerkt met de N.V. Cultuur Maatschappij te Amsterdam. Deze maatschappij was in 1876 opgericht en is nog eigenaar van de plantage Wederzorg. In 1964 wordt de koffiefabriek voor het laatst gebruikt. De oorzaak is de sterk gedaalde prijs van koffie op de wereldmarkt. De plantage gaat dan helemaal over op de citruscultuur.
De Cultuur Maatschappij verkoopt later al haar roerend en onroerend goed aan "De Ploeg n.v.", die nu nog de eigenaar is. De landerijen zijn omgezet in weilanden voor slachtvee.

## Afbeeldingen

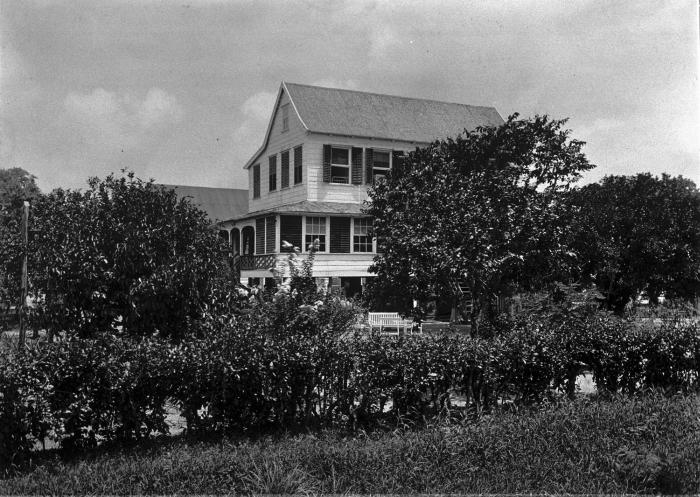
Woonhuis op plantage Sorgvliet
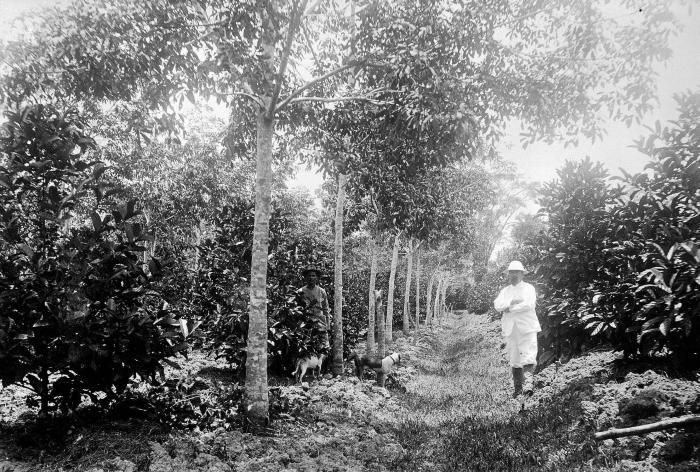
Jonge Liberia-koffie onder Hevea schaduwbomen
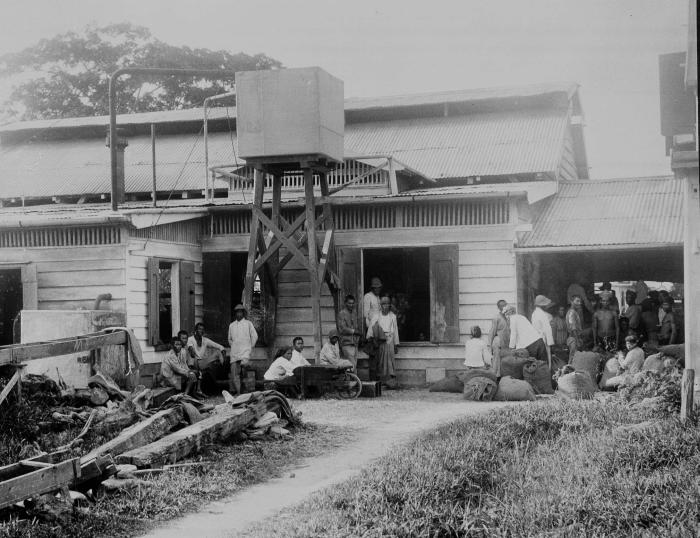
Het wegen van de koffie in de koffiefabriek

A la bonne heure · Anna's Zorg · Akkerboom · Alliance · Alkmaar · Andresa · Auka · Andreesgift · Bantaskine · Barbados · Batavia · Beekenhorst · Belladrum · Bellevue · Belwaarde · Beninenburg · Berg en Dal · Bergen op Zoom · Berlijn (Commewijne) · Berlijn (Para) · Bethlehem · Boksweide · Boston · Botany Bay · Boxel · Bronswijk · Brouwerslust · Bruinendaal · Bucklebury · Buitenrust · Burnside · Cadrosspark · Caledonia · Campenburg · Cannewapibo · Catharina Sophia · Clevia  · Cliffort-Kokshoven · Clyde · Concordia · Concordia en een Kwart Lot · Courcabo · De Dageraad · De Goede Vriendschap · De Resolutie · De Vier Hendrikken · Diamond · Dijkveld · Domburg · Dordrecht · Eendragt · Elisabeth's Hoop · Ellen · L'Espérance (Nickerierivier) · L'Espérance (Surinamerivier) · Esthersrust · Fairfield · Fortuin · Flora · Florentia · Frederiksburg · Frederiksdorp · Frederikslust · Geertruidenberg · Geyersvlijt · Glensander · Gloria · Groot Chatillon · Groot Marseille · Guadeloupe · Hague · Hamburg · Hamilton · Hamptoncourt · Hannover · Hazard · Hebron · Hecht en Sterk · Hooyland · Hope · Houttuin · Huntly · Huwelijkszorg · Inverness · Jagtlust · Jodensavanne · Johan & Margaretha · Johanna Catharina · Johanna Maria · Johannesburg · John · Katwijk · Kent · Kerkshoven · Killenstein · Klein Bellevue · Kleinhoop · Krappahoek · Kroonenburg · Kwatta · La Jalousie · La Prosperité · La Rencontre · La Ressource (Saramacca) · La Ressource (Surinamerivier) · La Singularité · Laarwijk · Leasowes · Leliëndaal · Leonsberg · Livorno · Longmay · Lunenburg · Lust en Rust · Lustrijk · Maasstroom · Margarethenburg · Maria Petronella · Mariënbosch · Mariënburg · Margaretha's Gift · Mary's Hope · Meerzorg · Merveille · Moed en Kommer · Mon Bijou · Mon Souci · Mon Trésor · Monnikendam · Mopentibo · Morgenster · Moy · Nieuw Mocha · Nieuwzorg · Nieuwe Aanleg · De Nieuwe Grond · Nijd en Spijt · Novar · Nursery · Nut en Schadelijk · Onoribo · Onverwacht · Oranibo · Ornamibo · Overbrug · Overtoom 
· Oxford · Palestina · Paradise · Persévérance · Petersburg · Picardië · Peperpot · Pieterszorg · Plaisance · Poelwijk · Potosie · Purmerend · Reijnsdorp · Reijnsfort · Rijnberk · Roosenburg · Rorac · Rust en Werk · Rustenburg · Saltzhalen · Sans Souci · Saphir · Sarah · Sardam · Schaapstede · Schoonoord · Sinabo en Gelre · Sint Barbara · Sint Eustatius · Slootwijk · Sorgvliet · Spieringshoek · Standvastigheid · Suidwijn · Suzanna's Daal · Toevlugt (Surinamerivier) · Tout Lui Faut · Toledo · Totness · Tyronne · 't Vertrouwen · Victoria · Vierkinderen · Visserszorg · Voorburg · Voorzorg (Saramacca) · Vossenburg · Vredenburg · Vriendsbeleid en Ouderzorg · Vreeland · Waltonhall · Waldijk · Waterloo · Wederzorg · Welbedacht · Welgelegen (Commewijne) · Welgelegen (Coronie) · Welgevallen · Weltevreden · Wolffs Capoerica · Wolfenbüttel · 't Ylant · Zoelen · Zorg en Hoop (hout) · Zorg en Hoop (indigo) · Zorg en Hoop (katoen) · Zorg en Hoop (suiker)